# Grégory Pujol
Grégory Pujol (Parigi, 25 gennaio 1980) è un ex calciatore francese, di ruolo attaccante.